# Ignaz Kögler
Ignaz Kögler (chinesisch 戴進賢 / 戴进贤, Pinyin Dài Jìnxián; * 11. Mai 1680 in Landsberg am Lech; † 30. März 1746 in Peking) war ein deutscher Jesuit und Missionar.

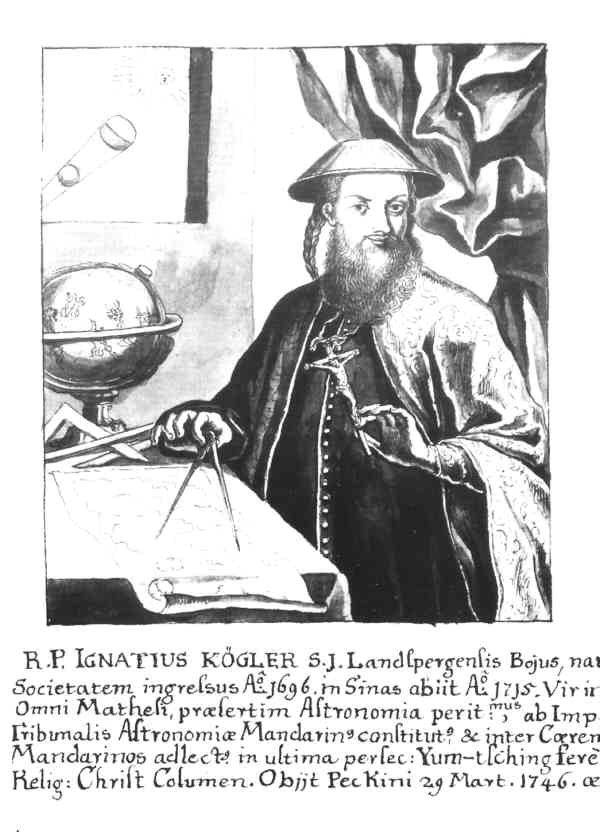
Ignaz Kögler als Astronom

## Leben

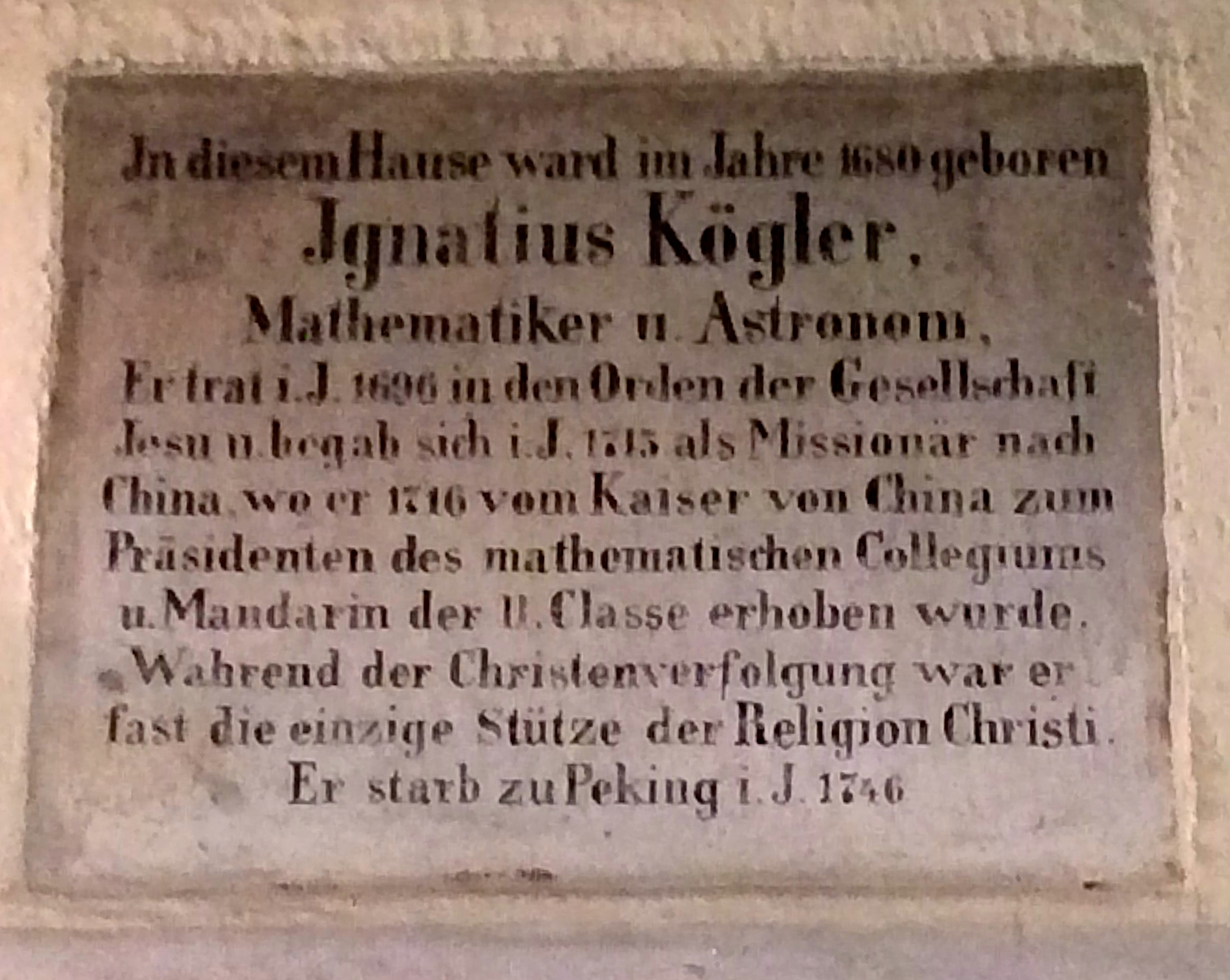
Infotafel an Köglers Geburtshaus

Als Handwerkersohn geboren besuchte er zunächst das Jesuitengymnasium in seiner Heimatstadt Landsberg. Nach seinem Ordenseintritt wurde er 1712 Professor für Mathematik, alte Sprachen und Hebräisch an der Universität Ingolstadt.
1716 entsandte ihn die Ordensleitung auf seinen Wunsch hin als Missionar nach China. Im selben Jahr trat er die Reise zusammen mit den Jesuiten Karel Slavíček aus Böhmen und dem Italiener Niccolò Gianpriamo an.
In China kam Kögler am Hof der Qing-Kaiser, die weniger an der christlichen Religion als vielmehr an den wissenschaftlichen und kulturellen Errungenschaften der Europäer interessiert waren, schnell voran. 1720 ernannte ihn Kangxi zum Leiter des Astronomischen Amtes in Peking sowie der Kaiserlichen Sternwarte. In dieser Funktion war Kögler auch für die Überwachung des chinesischen Kalenders zuständig. Wie die meisten seiner Ordensbrüder sprach er sich für die sog. Akkommodation aus, wonach den zum Christentum bekehrten Chinesen die Beibehaltung der äußeren Riten und Zeremonien der tradierten Religionen gestattet sein sollte. Auch nachdem Papst Benedikt XIV. 1742/44 durch die Bullen Ex quo singulari und Omnium solicitudinum diese Praxis ausdrücklich verboten (Ritenstreit) und der Druck des Kaiserhauses auf die christlichen Missionare in China zugenommen hatte, blieb Kögler davon weitgehend unberührt. Als Mandarin der 2. Klasse genoss er das besondere Vertrauen und den Respekt von Kaiser Qianlong.
Kögler profilierte sich auch als Autor. Seine Werke erschienen teils in lateinischer, teils in chinesischer Sprache. Exemplarisch sei seine posthum von Christoph Gottlieb von Murr herausgegebene Beschreibung der jüdischen Schriften in der Synagoge zu Kaifeng (1779 und 1805, auf Dt. 1806) genannt.
Kögler starb 1746 in Peking. Beigesetzt wurde er im Kreise seiner Ordensbrüder auf dem Jesuitenfriedhof Zhalan am Westrand der Stadt.
Nach ihm wurde eines der Gymnasien in Landsberg am Lech benannt, das Ignaz-Kögler-Gymnasium.

## Werke
- (Scientiae eclipsium ex imperio, et commercio Sinarum illustratae, pars secunda.) Observationes eclipsium, variorumque caelestium congressuum habitae in Sinis a R. P. Ignatio Kegler. Lucca 1745 (Digitalisat)
- (hrsg. von Christoph Gottlieb von Murr:) „Notitiae quaedam circa SS. Biblia Iudaeorum in Cai fung, metropoli Provinciae Ho nân in Imperio Sinensi“, in: Journal zur Kunstgeschichte und zur allgemeinen Litteratur 7 (1779), S. 240–252 (Digitalisat)
- (hrsg. von Christoph Gottlieb von Murr:) Ignatii Koegleri, S. J. ... Notitiae S. S. bibliorum Judaeorum in imperio Sinensi. Editio altera, auctior. Seriem chronologicam atque diatriben de Sinicis S. S. bibliorum versionibus addidit Christophor. Theophil. de Murr. Halle 1805 (Digitalisat)
- (hrsg. von Christoph Gottlieb von Murr:) Versuch einer Geschichte der Juden in China. Nebst P. Ignaz Köglers Beschreibung ihrer heiligen Bücher in der Synagoge zu Kai-fong-fu. Halle 1806 (Digitalisat) – dt. Umarbeitung des lat. Originals von 1805